# Euphorbia bothae
Euphorbia bothae là một loài thực vật có hoa trong họ Đại kích. Loài này được Lotsy & Goddijn mô tả khoa học đầu tiên năm 1928.